# نائیرا آواکیان
نائیرا ماکیچی آواکیان (ارمنی: Նաիրա Մակիչի Ավագյան؛ انگلیسی: Naira Avagyan؛ زادهٔ ۴ اوت ۱۹۶۷) زبان‌شناس و مترجم و لغت‌شناس اهل ارمنستان است.

## زندگی‌نامه
وی در ۴ اوت ۱۹۶۷ در ایروان به دنیا آمد و از دانشگاه دولتی ایروان (۱۹۹۰) فارغ‌التحصیل گشت. وی در دانشگاه دولتی ایروان فعالیت کرده است. و به زبان‌های زبان انگلیسی، زبان آلمانی، زبان روسی و زبان ارمنی تسلط دارد. 